# Caldas da Rainha
Caldas da Rainha es una ciudad portuguesa de la comunidad intermunicipal del Oeste y a la región Oeste e Vale do Tejo, con cerca de 31 000 habitantes. Forma parte del "Turismo do Centro" perteneciente a la histórica provincia de Estremadura. La ciudad dista de la capital Lisboa unos 80 km.

## Geografía
Es sede de un municipio con 255,87 km² de extensión y 50 917 habitantes (2021), subdividido en 12 freguesias. El municipio limita al nordeste con Alcobasa, al este con Rio Maior, al sur con Cadaval, al oeste con Bombarral y Óbidos y al noroeste tiene litoral en el océano Atlántico.
En la "Praça da República" (conocida popularmente como "Praça da Fruta") hay mercado todos los días por la mañana, al aire libre, y es uno de los pocos mercados diarios con especialidades horto-frutícola del país, prácticamente inalterable desde el final del siglo XIX.
Desde el 16/02/2011 tiene dedicada una calle a la localidad pacense de La Codosera como conmemoración a la llegada de la Ciclo-Brevet Internacional, prueba ciclista que ha llegado en varias ocasiones a esta localidad rayana.

## Historia
La historia de la ciudad está estrechamente ligada a sus recursos hidrotermales.
Se cree que, en 1484, durante un viaje de Óbidos a Batalla, la reina Doña Leonor, esposa de Juan II de Portugal, y su corte, pasaron por un lugar donde varias personas se bañaban en aguas de olor intenso. Hablando en voz alta, la reina les preguntó por qué lo hacían, ya que, en aquella época, bañarse no era común, y mucho menos en aguas de olor tan fuerte, y le dijeron que estaban enfermos, y que aquellas aguas tenían poderosos poderes. La reina quiso comprobar la veracidad de la información y también se bañó en aquellas aguas, ya que también estaba enferma (no hay unanimidad entre los autores sobre la naturaleza de la enfermedad: algunos afirman que la reina padecía una úlcera en el pecho, otros, que problemas de piel, y otros más, que sólo tenía una herida en el brazo). De todas formas, según la leyenda, la soberana se curó y, al año siguiente, decidió construir en ese lugar un hospital termal para atender a todos aquellos que allí quisieran tratarse.
En apoyo del hospital, la reina fundó una pequeña aldea con treinta vecinos a los que otorgó privilegios como no tener que pagar los siguientes impuestos: "jugada" (antiguo tributo que recaía sobre las tierras de cultivo), "octavos", sisa y peaje, privilegios que se extendieron también a Comerciantes que venían del extranjero para comprar o vender. El desarrollo de Caldas da Rainha (viene a significar "termas de la reina") comenzó con Alfonso VI de Portugal, quien hizo reconstruir y ampliar el hospital. Durante trece años, hasta el final de su vida, él, la familia real y la corte disfrutaron anualmente de las aguas termales, lo que permitió el desarrollo de la localidad. El 21 de marzo de 1511, el rey Manuel I de Portugal, hermano de Leonor, concedió a Caldas da Rainha el estatus de ciudad. 
El Municipio de Caldas da Rainha no fue creado hasta 1821 a pesar del desarrollo y la prosperidad que experimentó durante la transición de la Edad Media a la Edad Moderna. Fue durante el siglo XIX cuando la localidad vivió su mayor esplendor, con la moda de los balnearios termales, pasando a ser frecuentada por las clases acomodadas que buscaban aquí las aguas sulfurosas para sus tratamientos. Además, la abundancia de arcilla en la región permitió el desarrollo de fábricas de cerámica, que convirtieron la entonces localidad en uno de los principales centros productivos del país, destacando las producciones de Rafael Bordalo Pinheiro iniciadas en la Fábrica de Faianças das Caldas da Rainha, entre 1884 y 1907.
El crecimiento demográfico experimentado en el siglo XIX continuó en el siglo XX, siendo elevado el pueblo a la categoría de ciudad en 1927. Con el tiempo, aquí prosperaron otras artes además de la cerámica, como la pintura y la escultura, haciendo de Caldas da Rainha un centro de artes plásticas, donde se destacaron nombres como José Malhoa, António Duarte y João Fragoso.
El fallido "Levantamiento de Caldas", el 16 de marzo de 1974, fue precursor de la Revolución de los Claveles.

## Demografía
| Gráfica de evolución demográfica de Caldas da Rainha entre 1801 y 2021 |
|                                                                        |
| Datos según el nomenclátor publicado por el INE portugués.             |

## Freguesias
Las freguesias de Caldas da Rainha son las siguientes:
| Freguesia (parroquias)                                                                   | Población (censo 2011) | Area km² | Area km² |
| ---------------------------------------------------------------------------------------- | ---------------------- | -------- | -------- |
| A dos Francos                                                                            | 1,701                  | 18.93    |          |
| Alvorninha                                                                               | 2,987                  | 37.60    |          |
| Caldas da Rainha — Nossa Senhora do Pópulo, Coto e São Gregório, União das Freguesias de | 18,417                 | 31.69    |          |
| Caldas da Rainha — Santo Onofre e Serra do Bouro, União das Freguesias de                | 11,926                 | 27.51    |          |
| Carvalhal Benfeito                                                                       | 1,279                  | 13.95    |          |
| Foz do Arelho                                                                            | 1,339                  | 9.62     |          |
| Landal                                                                                   | 1,051                  | 10.21    |          |
| Nadadouro                                                                                | 1,904                  | 10.60    |          |
| Salir de Matos                                                                           | 2,583                  | 24.59    |          |
| Santa Catarina                                                                           | 3,029                  | 19.98    |          |
| Tornada e Salir do Porto, União das Freguesias de                                        | 4,358                  | 29.53    |          |
| Vidais                                                                                   | 1,155                  | 21.49    |          |
| Fuentes:                                                                                 |                        |          |          |

## Equipamiento

### Espacios públicos y museos
- Museu do Ciclismo
- Museo de José Malhoa
- Casa Museo Rafael Bordalo Pinheiro
- Praça da Fruta (Praça da República)
- Praça 5 de Outubro (antigua Praça do Peixe)
- Estação de autocarros na Rua Coronel Soeiro de Brito (ejemplo de arquitectura modernista)
- Parque D. Carlos I
- Chafariz das Cinco Bicas
- Hospital Termal Rainha Dona Leonor
- Café Central (una de las paredes fue decorada por el artista plástico portugués Júlio Pomar)

### Asociaciones
- ACCCRO - Associação Comercial dos Concelhos de Caldas da Rainha e Óbidos
- Associação Regional Caldense —
- Associação Caldense dos Estados Unidos
- Associação Cultural Recreativa e Desportiva de Santo Onofre

### Escuelas

#### Universidades
- Centro de Formação Profissional para a Indústria Cerâmica (CENCAL)
- Escola de Tecnologia e Gestão Industrial (ETGI)
- Escola Superior de Artes e Design
- Escola Superior de Biotecnologia (Universidad Católica Portuguesa)
- Instituto de Estudos Universitários Europeus

#### Escuelas Secundarias
- Escola Secundária de Raul Proença
- Escola Secundária Rafael Bordalo Pinheiro
- Colégio Rainha Dona Leonor

#### Escuelas Básicas
- Escola Básica Integrada 1,2,3 de Sto. Onofre

Colégio Rainha Dona Leonor
- Escola Básica 2,3 D. João II

### Periódicos locales
- Gazeta da Caldas.
- Jornal das Caldas.
- Jornal Oeste Online.

## Ciudades hermanadas
- Oliva de la Frontera  España